# مايكل ماسو
مايكل ماسو (مواليد 8 مايو 1999) هو لاعب قفز طويل كوبي، فاز بالميدالية البرونزية في أولمبياد 2020.